# Herbert Strecha
Herbert Strecha (* 15. Januar 1909 in Dresden; † 29. Dezember 1981 in Saalfeld) war ein deutscher Maler und Grafiker.

## Leben und Werk
Herbert Strecha machte von 1923 bis 1927 eine Lehre als Graveur. Von 1927 bis 1929 besuchte er in Dresden eine Volks-Kunstschule und die Schule für Kunsthandwerk. Von 1929 bis 1939 arbeitete er in Saalfeld als Graveur und in Berlin als Maler und Grafiker. Von 1939 bis 1945 war er zur Wehrmacht eingezogen. Nach der Rückkehr aus der Gefangenschaft 1946 wohnte er in Saalfeld-Gorndorf. Von 1946 bis 1952 übte er verschiedene Tätigkeiten aus, u. a. als Dozent an der Volkshochschule Saalfeld. Ab 1952 arbeitete er freischaffend als Maler und Grafiker in Saalfeld-Gorndorf. Er war Mitglied des Verbands Bildender Künstler der DDR.
Er erhielt u. a. Aufträge für Wand- und Tafelbilder in Betrieben, öffentlichen Einrichtungen und Schulen. „Die Bilder zeigen meist idealisierte Aufbau-, Arbeits- und Ernteszenen oder Familienglück“ und sind in einem „leicht verständlichen dekorativen Stil“ ausgeführt, „indem er mit Symbolen und Typisierungen arbeitete.“
1974 gründete Strecha den Zirkel „Bildende Kunst“ im Kulturpalast der Maxhütte Unterwellenborn, den er bis 1979 leitete. In dieser Zeit war er auch Leiter eines solchen Zirkels für bildnerisches Volksschaffen im VEB Carl Zeiss Saalfeld.

## Rezension
„In den fünfziger Jahren, als Optimismus und deklarative Aussagen von der Kunst verlangt wurde, fand er, orientiert an Klassizismus und Neuere Sachlichkeit, zu einer klaren Formsprache, die er nun in seine von sozialistischem ‚Idealismus‘ geprägten Werke einbrachte.“

## Werke (Auswahl)
- Pioniere von damals (1952, Kaseinfarbe)[2][3]

## Ausstellungen (mutmaßlich unvollständig)
- 1969, 1974, 1979: Gera, Bezirkskunstausstellungen

- 1989: Gera, Bertolt-Brecht-Klub (Einzelausstellung)
- postum 2016: Saalfeld, Stadtmuseum (mit Carlo Hirschel)